# Catocala nuptula
Catocala nuptula là một loài bướm đêm trong họ Erebidae.